# Mazza dello Scorpione
La cosiddetta Mazza dello Scorpione (in lingua inglese Scorpion macehead) è una testa di mazza decorata dell'Antico Egitto rinvenuta dagli egittologi britannici James Edward Quibell e Frederick William Green nel cosiddetto "Deposito principale" del tempio di Horus a Ieracompoli durante la stagione secca del 1897/1898.
Vennero più precisamente ritrovate due teste di mazza di cui la più grande (Major Scorpion macehead) misura 25 cm di lunghezza: una pietra di fiume piriforme che si ritiene sia appartenuta al faraone predinastico Horo Scorpione II in ragione del glifo di scorpione incisovi accanto all'immagine di un monarca coronato dalla Hedjet, la "Corona Bianca" dell'Alto Egitto. La testa di mazza più piccola (Minor Scorpion macehead) raffigura invece Horo Scorpione con indosso la Deshret, la "Corona Rossa" del Basso Egitto.

## Descrizione

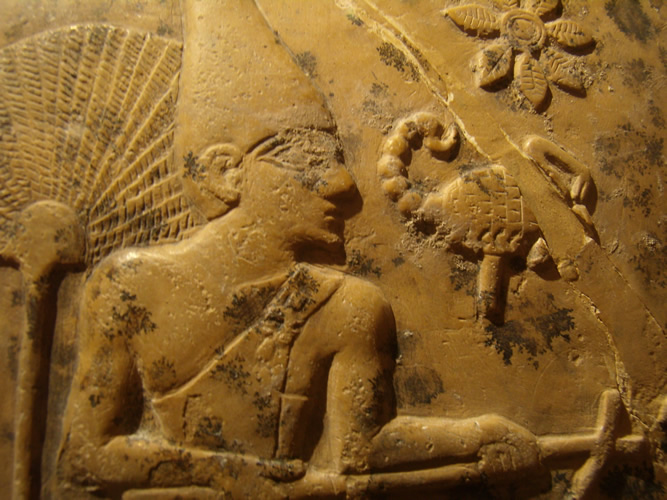
Mazza dello Scorpione (dettaglio) - Ashmolean Museum

### Premessa: convenzioni pittoriche nell'arte egizia
L'apparato iconografico delle teste di mazza rinvenute a Ieracompoli segue le convenzioni stilistiche dell'arte egizia, già formalizzate al momento della creazione del manufatto. La prospettiva è sconosciuta e la profondità viene resa accostando registri con figure di differenti dimensioni. La figura umana è sempre resa di profilo salvo per il torso che è sempre frontale - la stessa cosa vale per gli occhi. Le gambe sono sempre separate. Le dimensioni della figura sono direttamente proporzionate al suo status ed alla sua importanza nella raffigurazione: nel caso di questi reperti, il faraone è sempre molto più grande dei suoi sottoposti e domina la centralità della scena.

### "Grande Mazza dello Scorpione"
La forma della mazza richiama quella che sarà la forma successiva dello Scettro tipo "Hedj" in uso ai faraoni del periodo dinastico.

La scena raffigurata ci mostra il sovrano, cinto della coda di toro simboleggiante "Horus Toro Possente", che sovrasta un corso d'acqua, forse un canale, reggendo una zappa. Indossa la Hedjet, la "Corona Bianca" dell'Alto Egitto, ed è seguito da due portatori di ventaglio. Vicino alla sua testa sono raffigurati uno scorpione ed un rosone. Fronteggia un uomo che regge una cesta ed altri uomini che portano insegne. Altri uomini sono indaffarati lungo le sponde del canale. Nella parte posteriore del seguito del re ci sono alcune piante, un gruppo di donne che battono le mani e un piccolo gruppo di persone, tutte rivolte verso il re. Nel registro superiore si vede una teoria di insegne dei "Nomi" (i piccoli regni in cui era diviso l'Egitto predinastico, poi divenuti distretti nell'Impero dei faraoni) da ognuna delle quali penzola un uccello appeso per il collo.
Presa nella sua totalità, la scena raffigurata sulla mazza è una cerimonia sacrale legata all'irrigazione. La tipologia di uccelli penzolanti dalle insegne dei vessilliferi, porta anche a supporre, essendo gli uccelli d'acqua un simbolo del Basso Egitto, che Re Scorpione abbia guerreggiato contro altri principi egiziani, sottomettendoli.

### "Piccola Mazza dello Scorpione"
Poco rimane di questa testa di mazza e del suo repertorio iconografico: un re che indossa la Deshret, la "Corona Rossa" del Basso Egitto, seduto su un trono sotto un baldacchino, con in mano uno scacciamosche. Accanto alla sua testa si ripetono i simboli dello scorpione e del rosone. Di fronte a lui c'è un falco che potrebbe tenere tra gli artigli una corda - un motivo simile figura anche nella Tavoletta di Narmer.